# Ruffio
Ruffio è una frazione del comune italiano di Cesena, in provincia di Forlì-Cesena.

## Geografia
Ruffio è una frazione diffusa situata sulla sponda destra del torrente Pisciatello, a 5 km ad est di Cesena.

## Storia
Il 18 agosto 1944 la Brigata Nera cesenate fucilò sul ponte di Ruffio nove renitenti alla leva. Solamente uno dei condannati sopravvisse simulando di essere morto.

## Monumento e luoghi d'interesse
- Chiesa di Sant'Andrea